# Kaman HH-43 Huskie
El Kaman HH-43 Huskie fue un helicóptero de reconocimiento militar con rotores entrelazados usado por la Fuerza Aérea, la Armada y el Cuerpo de Marines estadounidenses, de los años 50 a los 70 del siglo XX. Fue usado principalmente como aeronave contraincendios y de rescate en áreas cercanas a las bases aéreas, pero más tarde fue usado como aeronave de búsqueda y rescate terrestre de corto alcance durante la guerra de Vietnam.
Bajo el sistema de designación de aeronaves usado por la Armada estadounidense antes de 1962, las versiones de esta y del Cuerpo de Marines fueron designadas originalmente como HTK, HOK o HUK, por su uso como aeronaves de entrenamiento, de observación o como utilitarias, respectivamente.

## Diseño y desarrollo

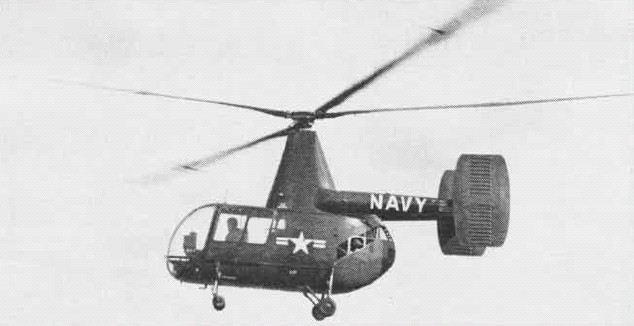
Prototipo HOK-1, 1953.

En 1947, Anton Flettner, un ingeniero de aviación alemán, fue llevado a Nueva York como parte de la Operación Paperclip. Había sido el desarrollador del Flettner Fl 282 "Kolibri" (Colibrí) de Alemania, un helicóptero que empleaba el principio "sincróptero" de rotores entrelazados, un principio de diseño único que evitaba la necesidad de un rotor de cola. Flettner se estableció en los Estados Unidos y se convirtió en el diseñador jefe de la compañía Kaman, donde diseñó nuevos helicópteros usando el principio sincróptero.
El Huskie tenía una poco usual disposición de rotores gemelos entrelazados contrarrotativos, con el control efectuado mediante flaps servo asistidos. El primer prototipo voló en 1947 y fue adoptado por la Armada estadounidense con un motor de pistón. En 1954, en un experimento realizado por Kaman y la Armada, un HTK-1 fue modificado y voló con su motor de pistón reemplazado por dos motores de turbina, convirtiéndose en el primer helicóptero biturbina del mundo. Más tarde, la Fuerza Aérea adoptó una versión con un motor turboeje: las versiones HH-43B y F.

## Historia operacional
Esta aeronave fue usada en la guerra de Vietnam con varios destacamentos del Centro de Rescate Aéreo del Pacífico, los Escuadrones de Rescate Aéreo 33d, 36th, 37th y 38th, y el 40th Aerospace Rescue and Recovery Squadron, donde la aeronave fue conocida por su indicativo de llamada, "Pedro". Durante la guerra, el HH-43 Huskie biplaza voló más misiones de rescate que todas las demás aeronaves juntas, gracias a su capacidad única de vuelo en estacionario. El HH-43 fue finalmente reemplazado por aeronaves más modernas a principios de los años 70.

## Variantes

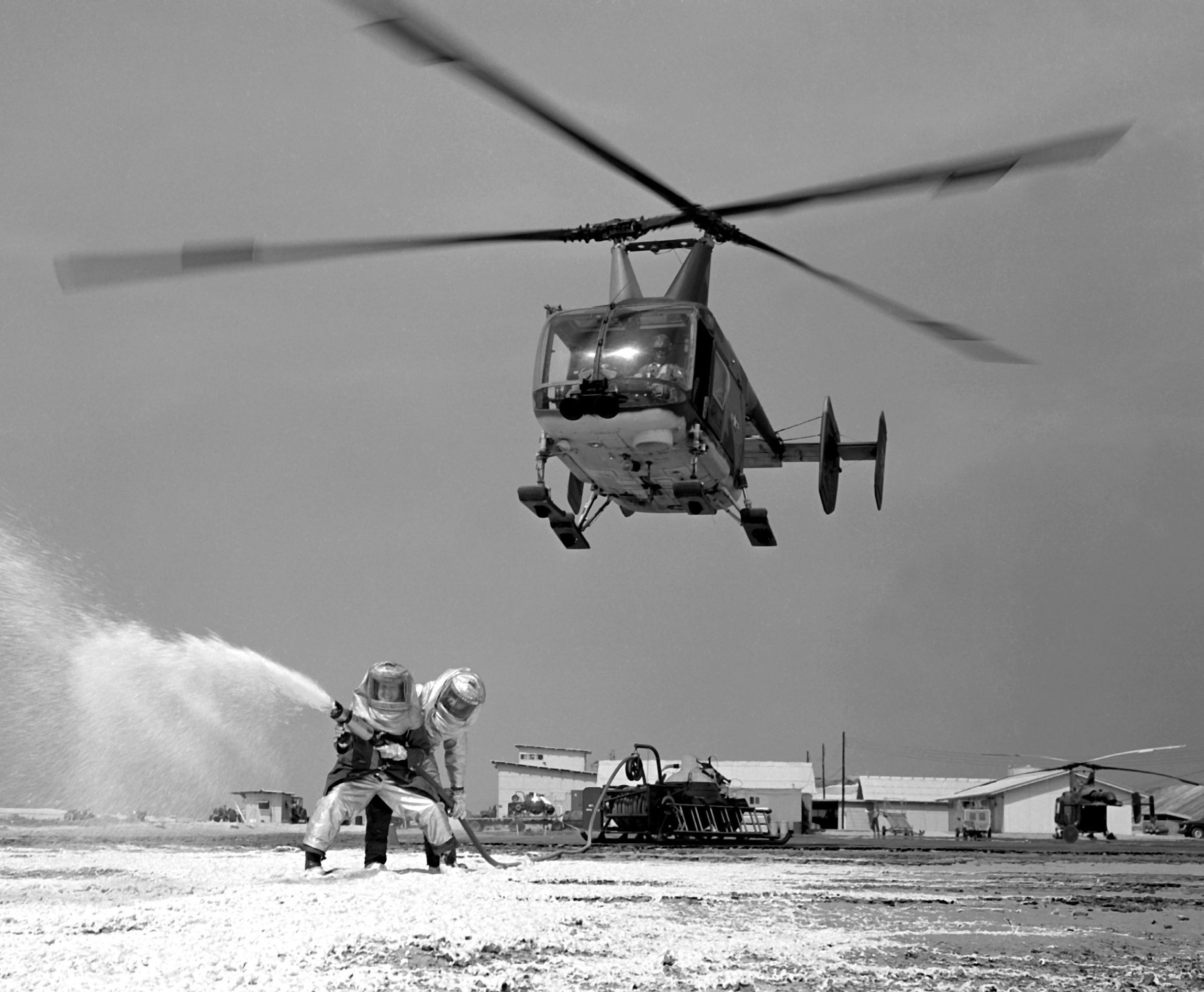
Un Huskie de la USAF ayuda en una práctica contraincendios en la Base Aérea de Cam Ranh Bay, Vietnam, en 1968.

K-240
Designación interna de la compañía.
XHTK-1
Dos aeronaves biplaza para evaluación.
HTK-1
Versión de producción triplaza para la Armada estadounidense, más tarde se convirtió en el TH-43E, 29 construidos.
XHTK-1G
Un ejemplar para evaluación por la Guardia Costera de los Estados Unidos.
HTK-1K
Un ejemplar para pruebas estáticas como dron.
XHOK-1
Prototipo de la versión del Cuerpo de Marines estadounidense, dos construidos.
HOK-1
Versión del Cuerpo de Marines propulsada por un motor radial R-1340-48 Wasp de 600 hp; más tarde se convirtió en el OH-43D, 81 construidos.
HUK-1
Versión de la Armada estadounidense del HOK-1 con motor radial R-1340-52; más tarde se convirtió en el UH-43C, 24 construidos.
H-43A
Versión de la USAF del HOK-1, más tarde se convirtió en el HH-43A, 18 construidos.
HH-43A
H-43A redesignados en 1962.
H-43B
H-43A propulsado por un motor turboeje Lycoming T-53-L-1B de 860 shp, tres asientos y equipo completo de rescate; más tarde se convirtió en el HH-43B, 200 construidos.
HH-43B
H-43B redesignados en 1962.
UH-43C
HUK-1 redesignados en 1962.
OH-43D
HOK-1 redesignados en 1962.
TH-43E
HTK-1 redesignados en 1962.
HH-43F
HH-43B propulsado por un motor turboeje T-53-L-11A de 825 shp con rotores de diámetro reducido, 42 construidos y conversiones desde HH-43B.
QH-43G
Un OH-43D convertido a la configuración dron.

## Operadores
Birmania
- Fuerza Aérea de Birmania

 Colombia
- Fuerza Aérea Colombiana

 Estados Unidos
- Fuerza Aérea de Estados Unidos

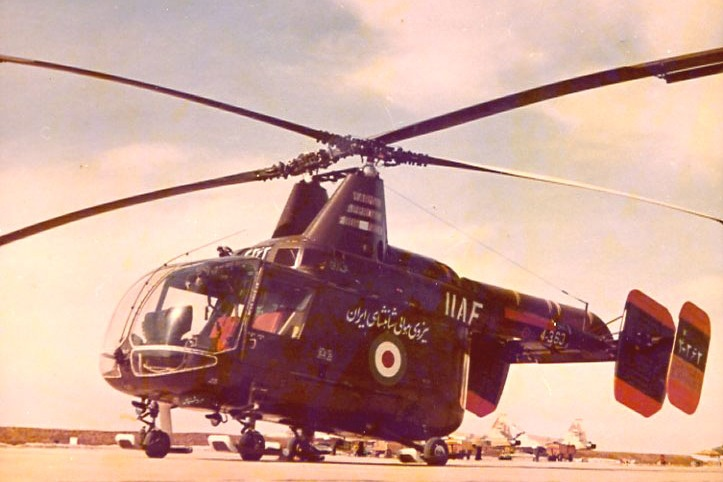
Uno de los 12 HH-43 Huskies adquiridos por la Fuerza Aérea Imperial Iraní en 1965.

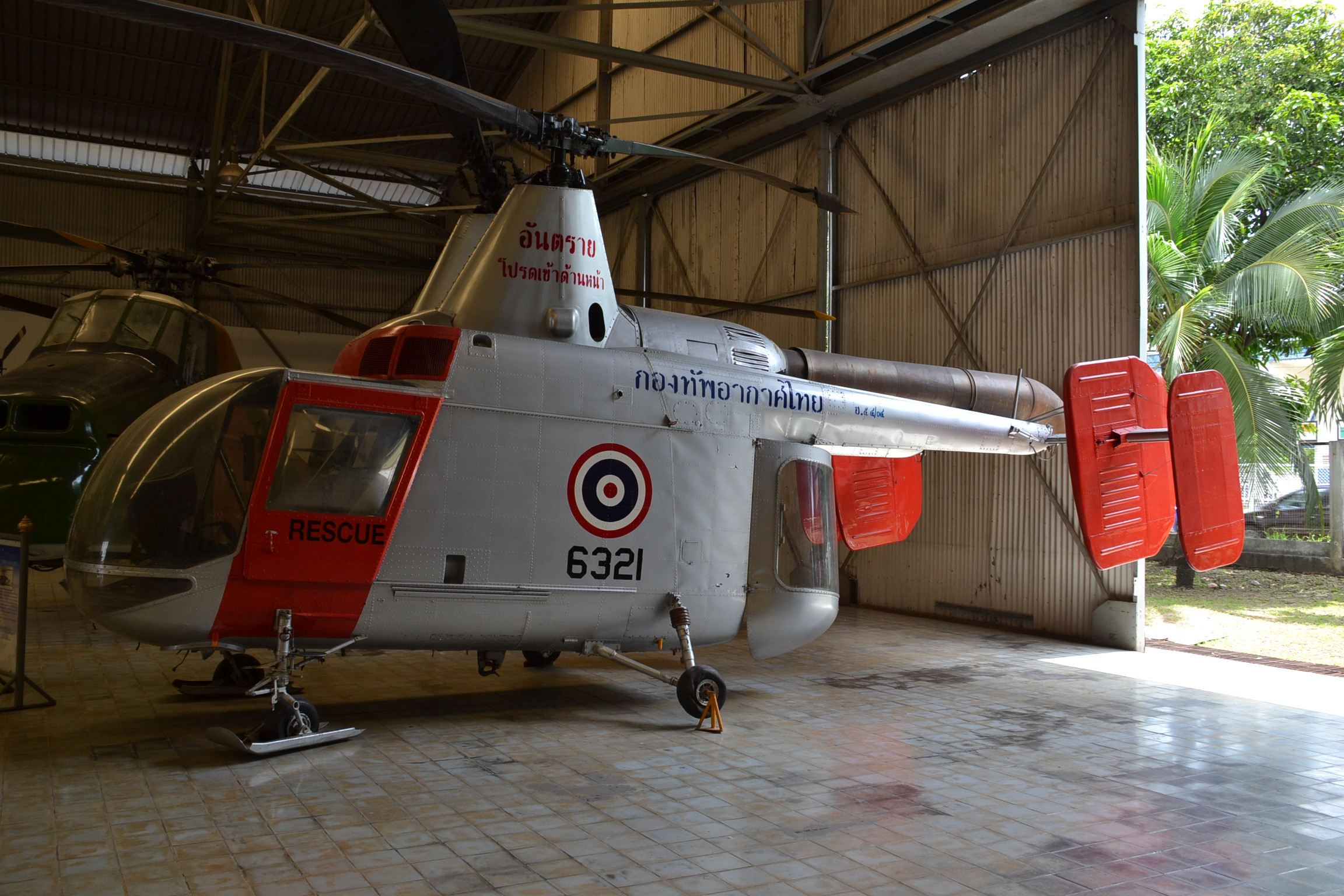
Un Kaman HH-43B tailandés en el Royal Thai Air Force Museum (2014).

- Cuerpo de Marines de Estados Unidos
- Armada de Estados Unidos

 Irán
- Fuerza Aérea Imperial Iraní

 Marruecos
- Real Fuerza Aérea de Marruecos

 Pakistán
- Fuerza Aérea de Pakistán
- Armada de Pakistán

 Tailandia
- Real Fuerza Aérea Tailandesa

## Especificaciones (HH-43F)
Referencia datos: National Museum of the Air Force

### Características generales
- Tripulación: 4 (2 pilotos y 2 rescatistas)
- Longitud: 7,6 m (24,9 ft)
- Diámetro rotor principal: 14,3 m (46,9 ft)
- Altura: 5,2 m (17 ft)
- Peso cargado: 4150 kg (9146,6 lb)
- Planta motriz: 1× turboeje Lycoming T53.
  - Potencia: 640 kW (882 HP; 870 CV)

### Rendimiento
- Velocidad máxima operativa (Vno): 190 km/h (118 MPH; 103 kt)
- Velocidad crucero (Vc): 169 km/h (105 MPH; 91 kt)
- Alcance: 298 km (161 nmi; 185 mi)
- Techo de vuelo: 7620 m (25 000 ft)

## Aeronaves relacionadas

### Desarrollos relacionados
- Kaman K-MAX
- Kaman K-1125

### Aeronaves similares
- Flettner Fl 282

### Secuencias de designación
- Secuencia K-_ (interna de Kaman): ← K-125 - K-190 - K-225 - K-240 - K-600 - K-700 - K-1125 - K-1200 K-Max →
- Secuencia H-_ (Helicópteros de la USAF, 1948-1962): ← H-40 - H-41 - H-42 - H-43
- Secuencia _H-_ (Helicópteros estadounidenses, 1962-presente): ← UH-25 - CH-34 - CH-37 - HH-43 - CH-46/HH-46/UH-46 - CH-47 - UH-48 →
- Secuencia HO_K (Helicópteros de Observación de la Armada estadounidense, 1944-1962 (Kaman, 1950-1962)): HOK
- Secuencia HT_K (Helicópteros de Entrenamiento de la Armada estadounidense, 1948-1962 (Kaman, 1950-1962)): HTK
- Secuencia HU_K (Helicópteros Utilitarios de la Armada estadounidense, 1950-1962 (Kaman, 1950-1962)): HUK - HU2K